# John Arbuthnot
För andra betydelser, se John Arbuthnot (olika betydelser).
John Arbuthnot, född 1667 i Kincardineshire, död 27 februari 1735, var en skotsk läkare, författare och tonsättare.

## Biografi
Arbuthnot kom i gunst hos drottning Anna och var en tid lika ansedd som läkare och diktare. Jonathan Swift var hans läromästare, men hans satir saknar dennes bitterhet. Känd blev framför allt History of John Bull (1712), en social tavla av det dåtida England i Swifts stil. Kvick och livlig är även The Art of Political Lying. Som läkare var han långt före sin tid, till exempel i Essay concerning the effect of air on the human body. I de musikaliska striderna kring Georg Friedrich Händel ställde han sig på dennes sida och komponerad själv kyrkliga kantater, så kallade "anthems".